# Jean Willame
Jean Willame, né à Romerée le 16 mars 1932 et mort le 4 octobre 2014, est un sculpteur belge.

## Biographie
Formé à l'École de Métiers d'Art de l'abbaye de Maredsous, Jean Willame collabore fréquemment avec des architectes (Roger Bastin, Simon Brigode, Jean Cosse, Guy Van Oost) dans le cadre d'intégration de la sculpture à des bâtiments publics ou des édifices religieux. À partir de 1976, il enseigne à l'académie des beaux-arts de Namur.

## Sculptures
- 1965 : Géomancie[2], au Musée d'art contemporain en plein air du Sart Tilman, université de Liège ;
- 1967 : Hibou, à l'université de Liège ;
- 1975 : 
  - Christ en croix, pour l'église du Moulin-à-Vent, à Bouge (Namur) ;
  - Pierre dressée[3], au Musée d'art contemporain en plein air du Sart Tilman, université de Liège ;
- 1977 : Pierre dressée[4], au Musée d'art contemporain en plein air du Sart Tilman, université de Liège ;
- 1978 : Fontaine Galilée, sur la place Galilée, à Louvain-la-Neuve[5] ;
- 1981 : Fontaine aux masques, rue Cardinal Mercier, à Louvain-la-Neuve[6],[7].

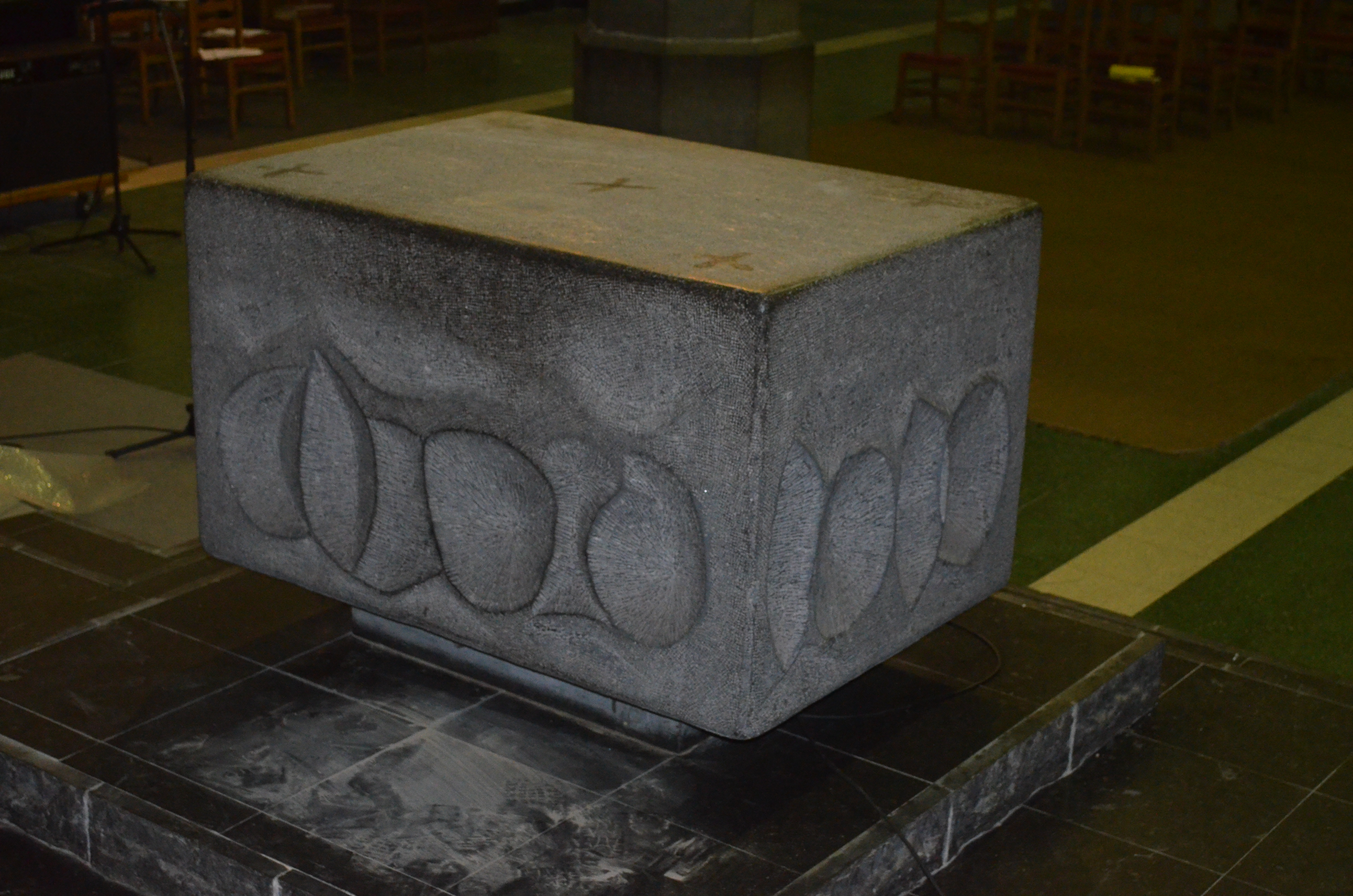
Autel de l'église Saint-Joseph de Charleroi (1967), depuis juin 2018 dans la chapelle Notre-Dame de Heigne à Jumet.
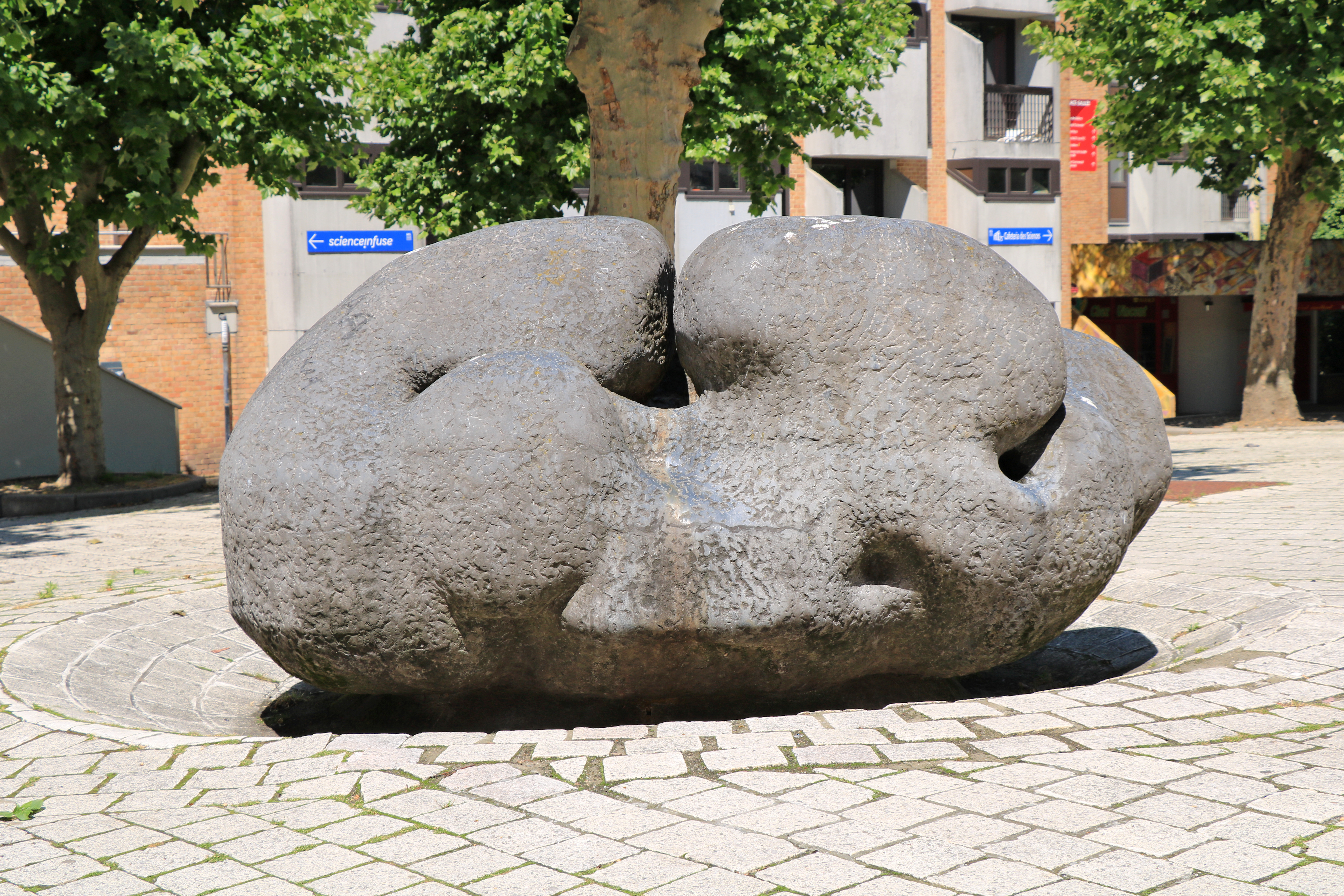
Fontaine Galilée (Crotte de mammouth) (1978).
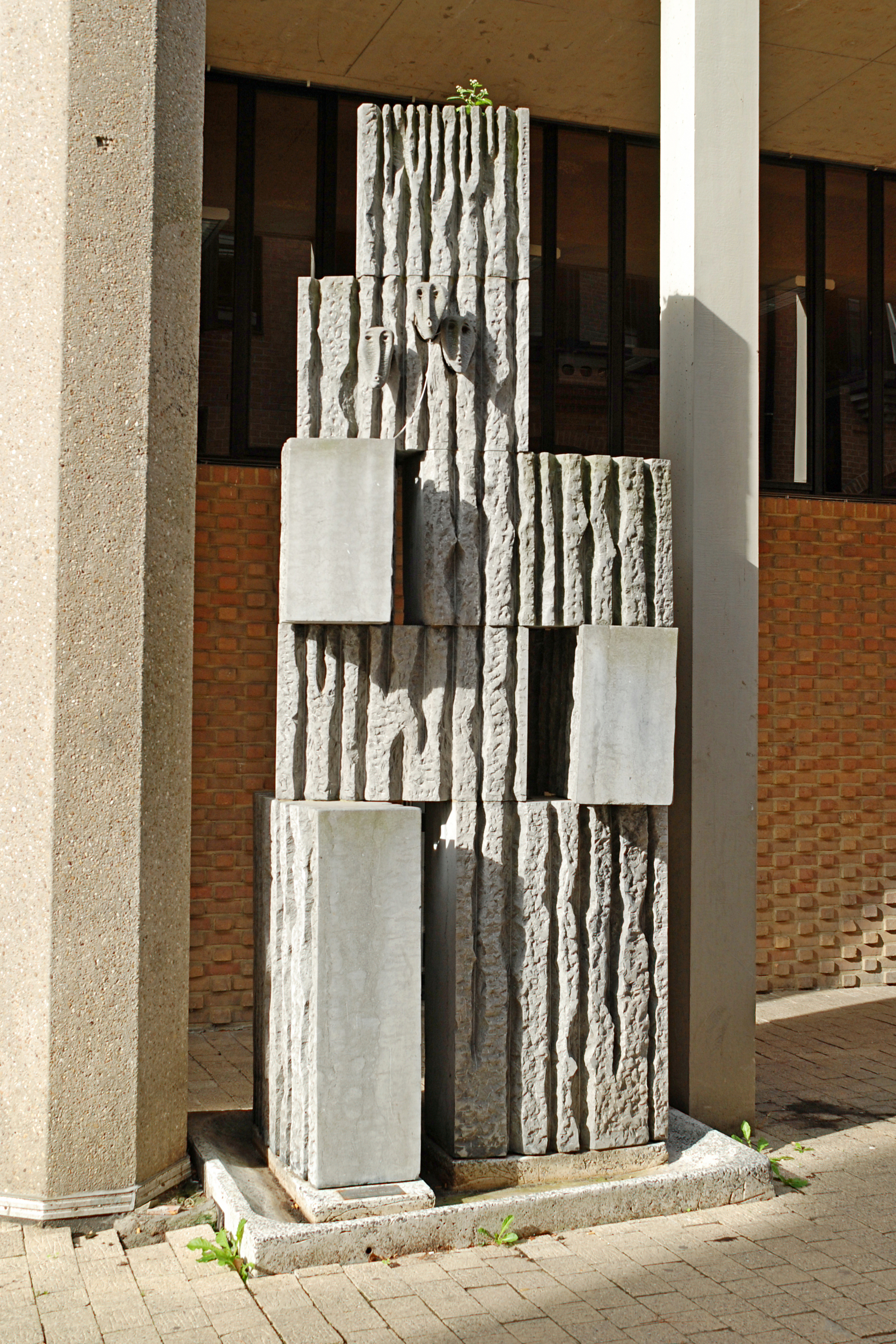
Fontaine aux masques (1981).
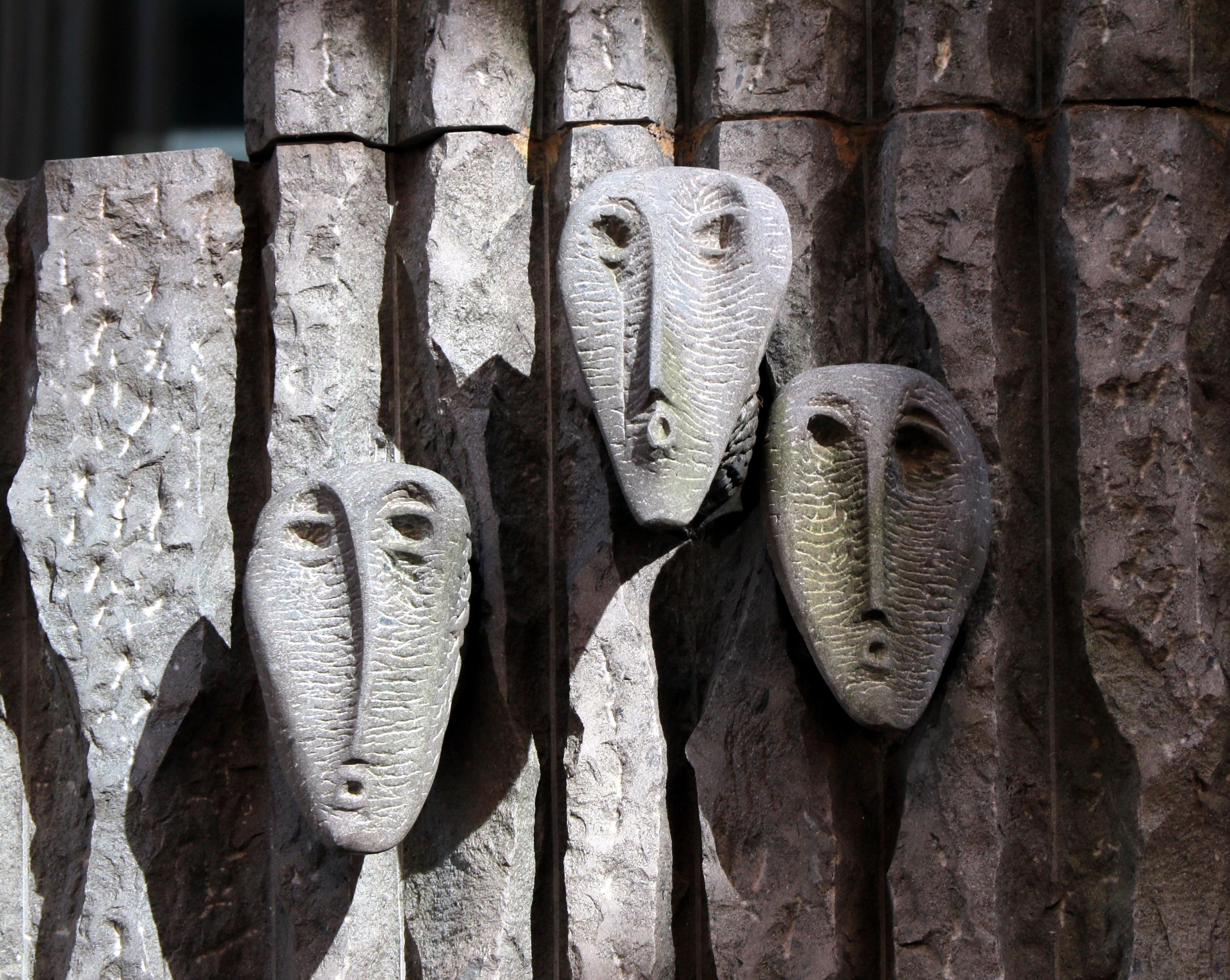
Fontaine aux masques (détail).